# South Pasadena (métro de Los Angeles)
Pour les articles homonymes, voir South Pasadena.
South Pasadena est une station du métro de Los Angeles desservie par les rames de la ligne A et située dans la ville du même nom en Californie.

## Localisation
Station du métro de Los Angeles en surface, South Pasadena est située sur la ligne A près de Meridian Avenue entre El Centro Street et Mission Street à South Pasadena, au nord-est de Los Angeles.

## Histoire
South Pasadena a été mise en service le 26 juillet 2003, lors de l'ouverture de la ligne L.

## Service

### Accueil

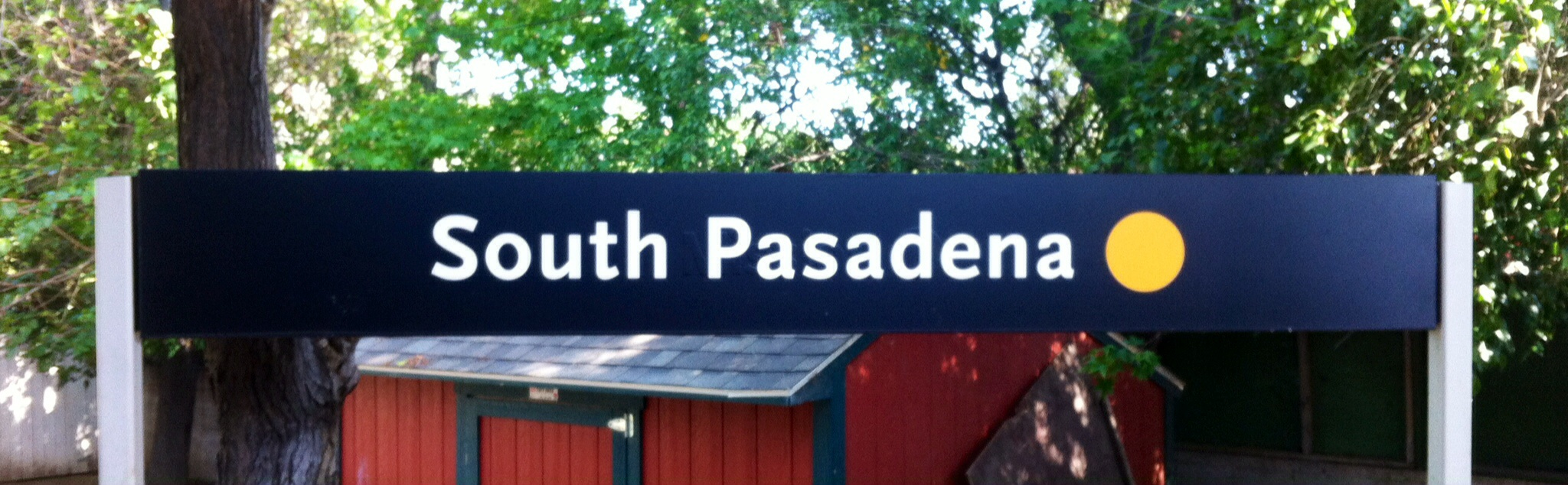
Signalétique.

### Desserte
La station dessert notamment le Meridian Ironworks Museum.

### Intermodalité
La station dispose d'un stationnement de 142 places payantes et est desservie par la ligne d'autobus 176 de Metro.

## Architecture et œuvres d'art
La station South Pasadena abrite une œuvre dénommée Astride-Aside de l'artiste Michael Stutz et installée en 2009. Elle représente un homme en métal marchant sur des pavés installés à côté de l'un des deux quais.